# William Lashly
William Lashly  (1867–1940) foi um marinheiro da Marinha Real Britânica membro de ambas as expedições à Antártidade Robert Falcon Scott, a Discovery e a Terra Nova.

## Biografia
Lashly nasceu em Hambledon, Hampshire, em Inglaterra, filho de um trabalhador rural. Quando se juntou a Scott, na Expedição Discovery, em 1901, tinha 33 anos de idade e era fogueiro-chefe na marinha britânica, a bordo do HMS Duke of Wellington. Na expedição, Lashly revelou as suas capacidades e fez parte do grupo que explorou a Terra de Vitória, em 1903. Lashly não bebia álcool nem fumava, era calmo e forte, boa pessoa e reconhecido pelo engenheiro- chefe Reginald William Skelton como o "melhor homem a bordo". Antes de se juntar à expedição Terra Nova, em 1910, foi instrutor na Real Escola Naval, na Ilha de Wight.

### Expedição Terra Nova (1910–13)
Na segunda expedição de Scott, Lashly ficou responsável por um dos trenós motorizados que iria levar provisões para sul, para apoiar o grupo polar. No entanto, os trenós avariaram-se, e o grupo motorizado teve que passar a levar os abastecimentos por tracção humana.
A 4 de Janeiro de 1912, juntamente com o Tenente "Teddy" Evans e Tom Crean, fez parte do último grupo de apoio a Scott que regressou. Durante a viagem de regresso de 1 175, Evans ficou bastante doente com escorbuto, e a 11 de Fevereiro, mostrou-se incapaz de prosseguir. A 100 km do campo de Hut Point, tentou convencer Lashly e Crean a deixá-lo para que eles se salvassem, mas eles recusaram. Atado ao trenó, puxaram-no durante dias, até que, com apenas um ou dois dias de rações, tiveram que parar. Lashly ficou com Evans na tenda para cuidar dele enquanto Crean prosseguiu fazendo cerca de 56 km em 18 horas, até atingir o campo de Hut Point, onde conseguiu arranjar ajuda. Tanto Lashly como Crean recebram a Medalha de Alberto por terem salvo a vida de Evans.

### Depois da aventura na Antártida
Depois de regressar da Antártida, Lashly reformou-se da Marinha Real com uma pensão, mas rapidamente se juntou ao grupo de reservas para servir na Primeira Guerra Mundial, nos HMS Irresistible e HMS Amethyst. Mais tarde seria oficial alfandegário em Cardiff. Quando se reformou, em 1932, regressou a  Hambledon onde viveu numa casa chamada "Minna Bluff", um dos marcos do percuros para o Pólo Sul. Lashly morreu em 12 de Junho de 1940.